# Joan Monterde
Joan Monterde (Sagunto, 18 de diciembre de 1997) es un futbolista español, que juega en la demarcación de extremo para el Orihuela C. F. de la Segunda Federación.

## Trayectoria
Tras formarse en la cantera del Levante U. D. desde los diez años, y tras un breve paso por el C. D. Izarra, finalmente en 2017 subió al segundo equipo. Tras tres temporadas, finalmente ascendió al primer equipo, debutando el 19 de julio de 2020 en la jornada 38 de la Primera División de España contra el Getafe C. F., encuentro que finalizó con un resultado de 1-0 a favor del combinado granota. Abandonó el conjunto levantinista al finalizar la temporada 2020-21 y se unió al Club Lleida Esportiu. Allí militó durante dos años y posteriormente continuó su carrera en el C. F. La Nucía, la U. B. Conquense. y el Orihuela C. F.

## Clubes
| Club                   | País   | Año       | Partidos | Goles |
| ---------------------- | ------ | --------- | -------- | ----- |
| C. D. Izarra           | España | 2016-2017 | 25       | 0     |
| Atlético Levante U. D. | España | 2017-2020 | 91       | 12    |
| Levante U. D.          | España | 2020      | 1        | 0     |
| Atlético Levante U. D. | España | 2020-2021 | 24       | 1     |
| Club Lleida Esportiu   | España | 2021-2023 | 63       | 2     |
| C. F. La Nucía         | España | 2023-2024 | 32       | 0     |
| U. B. Conquense        | España | 2024-2025 | 34       | 8     |
| Orihuela C. F.         | España | 2025-     |          |       |